# Bola de neu (joguina)

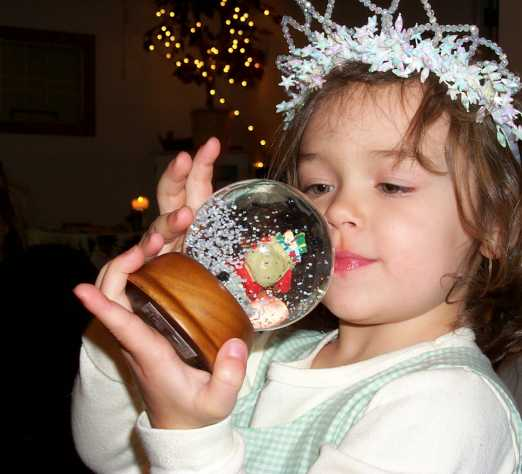
Nena jugant amb una bola de neu.

Una bola de neu (o també, globus de neu) és una esfera transparent, generalment del vidre, que inclou una figura miniaturitzada, aigua i algun tipus de petites escates blanques que simulen neu. Quan es sacseja físicament l'esfera i es torna a col·locar de nou en la seva posició inicial, les escates cauen cap avall lentament a través de l'aigua creant la imatge d'un paisatge nevat. Les boles de neu actuals, de vegades, tenen incorporada una capsa de música que interpreta una cançó o, sovint, una nadala.

## Història

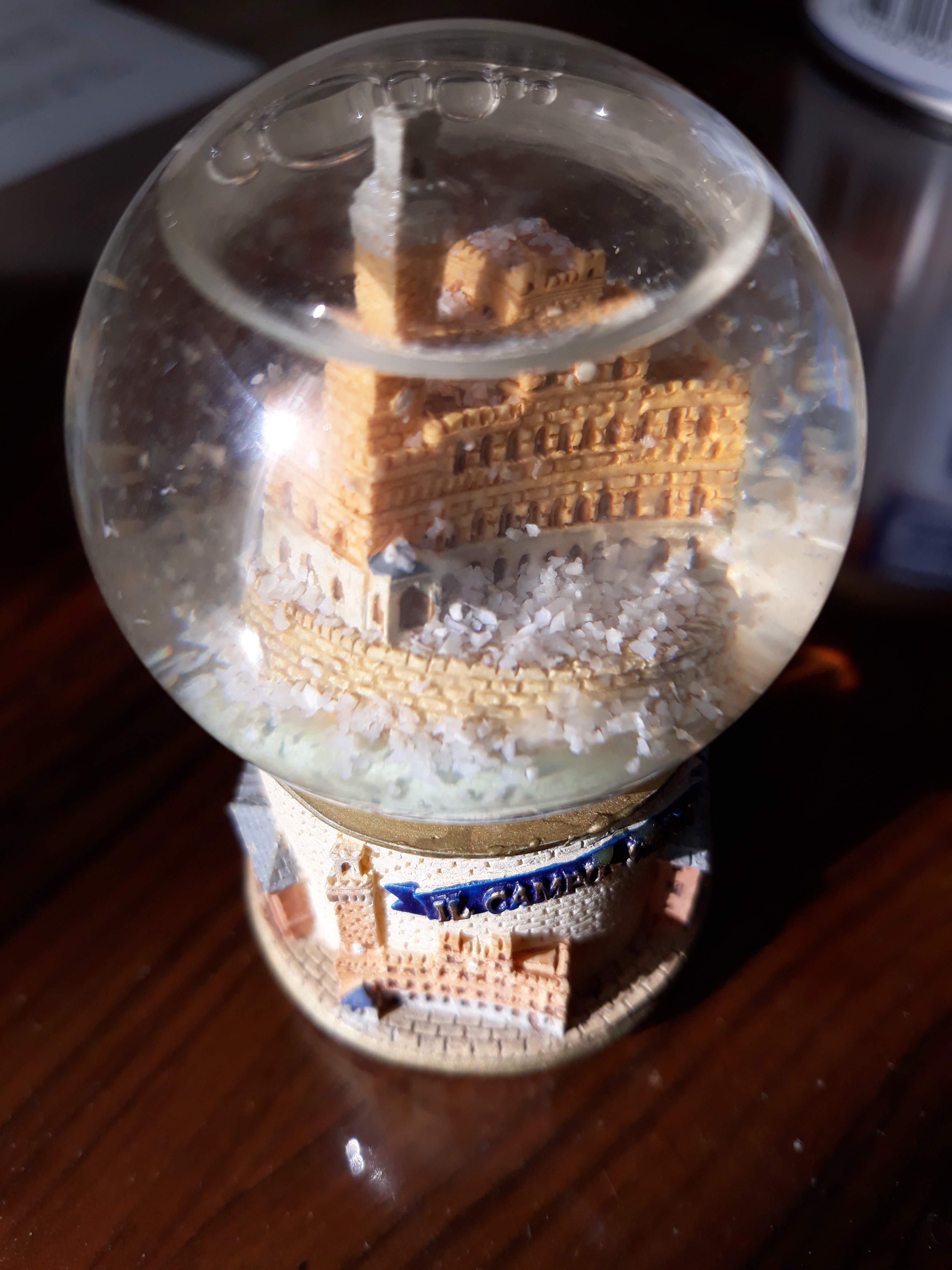
Bola de neu fabricada a la Xina

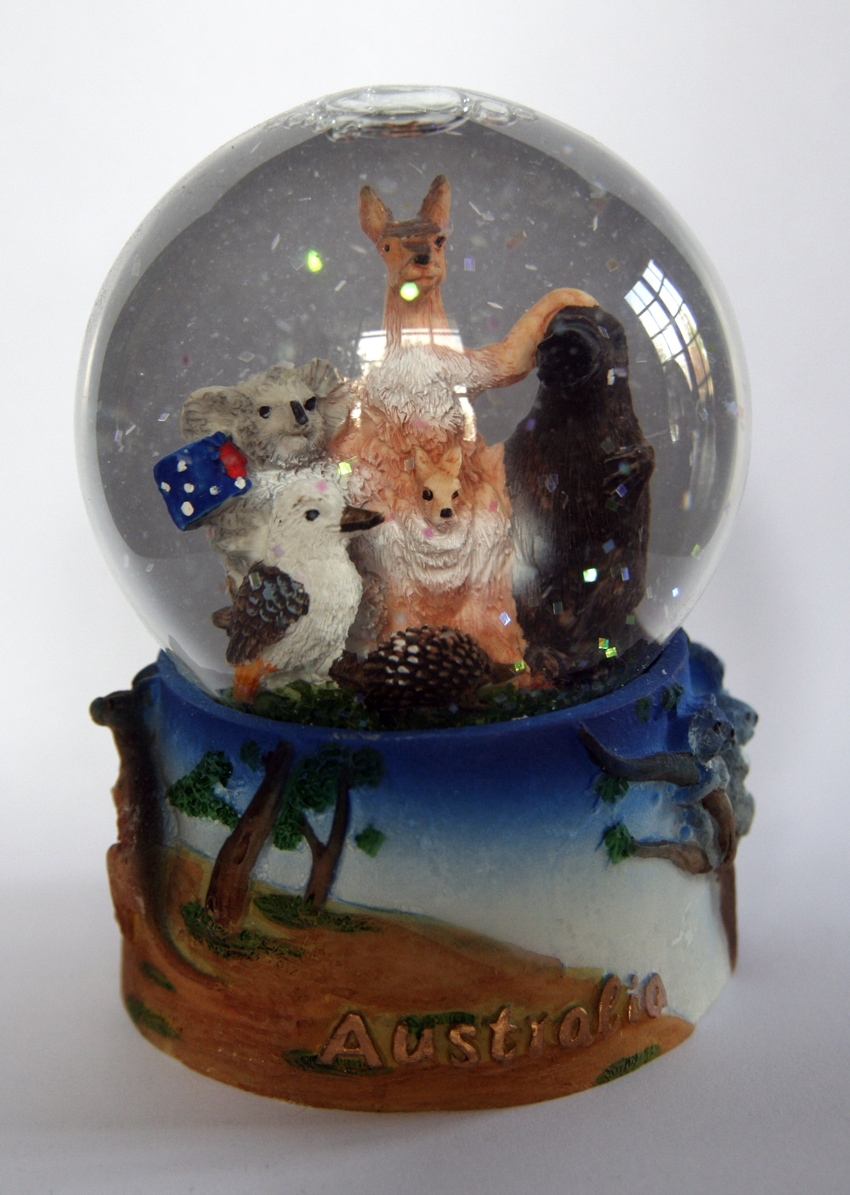
Bola de neu australiana.

No es coneix amb exactitud quin és l'origen de les primeres boles de neu, però se sap que a principis del segle xix eren populars a França. Es pensa que podrien haver evolucionat a partir dels petjapapers de vidre, molt apreciats uns anys abans. A l'Exposició Universal de París de 1878 es van exhibir algunes boles de neu i el 1879 diverses empreses ja les fabricaven i venien per tot Europa. El 1889, per commemorar el centenari de la Revolució Francesa, es va crear una bola de neu amb una miniatura de la recentment construïda Torre Eiffel. Aquesta bola es va convertir ràpidament en un cobejat objecte.
Les boles de neu es van popularitzar a Anglaterra durant l'època victoriana i, a principis dels anys 20, van creuar l'Atlàntic i als Estats Units d'Amèrica es van convertir en una respectada peça pels col·leccionistes. Moltes d'aquestes boles van ser produïts per Atlas Crystal Works, que tenia fàbriques a Alemanya i Amèrica.
A finals del segle xix, l'austríac Erwin Perzy, fabricant d'instruments quirúrgics, va crear una bola de neu que va anomenar Schneekugel, obtenint la primera patent per un d'aquests objectes. El seu propòsit inicial era desenvolupar un focus de llum brillant extra, per al seu ús com a llum quirúrgic, a partir d'un aparell anomenat Schusterkugel, un matràs ple d'aigua que s'utilitzava per concentrar la llum des de l'Edat Mitjana. Treballant aquesta idea va acabar desenvolupant una altra diferent i va acabar creant la seva bola de neu. La primera bola que va comercialitzar contenia una miniatura de la basílica de Maria Zell. Erwin Perzy i el seu germà Ludwig van obrir aleshores una botiga a Viena, encara oberta el dia d'avui. Les seves boles s'exporten a tot el món. El material a partir del qual es fabrica la neu és un secret de producció que es transmet de generació en generació. Aquest material fa flotar la neu a l'aigua el màxim temps possible abans d'enfonsar-se.
Als Estats Units, el 1927 es va concedir la primera patent mundial relacionada amb les boles de neu a Joseph Garaja de Pittsburgh, Pennsilvània. El 1929, Garaja va convèncer a Novelty Pool Ornaments per fabricar una versió de la bola amb peixos.
A Amèrica, durant la dècada de 1940, les boles de neu s'utilitzaven sovint en publicitat. A Europa, durant els anys quaranta i cinquanta, les boles de neu religioses eren regals habituals per als nens catòlics. Les boles de neu van aparèixer llavors a moltes escenes de cinema, la més cèlebre és l'obertura del clàssic Citizen Kane (1941).
A la dècada de 1950, les boles van començar a fabricar-se en plàstic.
En l'actualitat, hi ha una gran diversitat de boles de neu disponibles. Es poden trobar des de les versions produïdes en massa a Hong Kong i a la Xina fins a les versions finament elaborades que encara es produeixen a Àustria.
Les boles de neu actuals presenten diverses escenes: records típics de vacances, escenes de Nadal, personatges Disney, icones populars, animals, figures militars, escenes històriques, etc. A més, s'han utilitzat boles de neu per a campanyes electorals. Des de l'any 2000, les marques de moda i de luxe, com ara Louis Vuitton, Ladurée, Sonia Rykiel o Martin Margiela, van adoptar globus de neu com a tòtems i emblemes col·lectius de la seva imatge de marca. Aquest entusiasme es va veure reforçat per la presència en nombroses col·leccions d'artistes contemporanis que utilitzaren les boles de neu com a mitjà d'expressió o museus que van retre homenatge a artistes, com l'escultor francès Auguste Rodin, amb la creació de boles de neu numerades, de vidre d'alta qualitat.

## Tecnologia
Inicialment, les boles de neu consistien en una esfera de vidre de plom gruixuda que es col·locava sobre una figureta o sobre una pintura damunt d'una base de ceràmica fosca negra. El conjunt s'emplenava d'aigua i després es segellava. La neu es preparava a partir de l'ús d'encenalls d'os o trossos de porcellana, sorra o, fins i tot, serradures.
A mesura que les boles es van fer més sofisticades, el vidre es va fer més prim, les bases més lleugeres (la baquelita va ser popular durant el període Art Deco) i la neu es va començar a preparar a partir d'escates de làmines d'or o de sabó insoluble.
Per motius de salut i seguretat, el plàstic de color blanc s'ha tornat el material més comú en la construcció de les boles de neu modernes. L'aigua es va substituir per oli lleuger i després per una barreja d'aigua i anticongelant (glicerina o glicol). Un benefici afegit va ser que la glicerina i el glicol retardaven la sedimentació de la neu. Cal, però, tenir algunes precaucions, ja que si es trenca una bola, el líquid amb anticongelant podria arribar a ser mortal per a gats i gossos.
Les boles de neu actuals poden incloure capses de música, peces mòbils, llums internes i, fins i tot, motors elèctrics que fan que la neu es mogui perquè ja no sigui necessari agitar el globus. Alguns també tenen ranures centrals per incloure elements com ara fotografies.

## Boles forçades

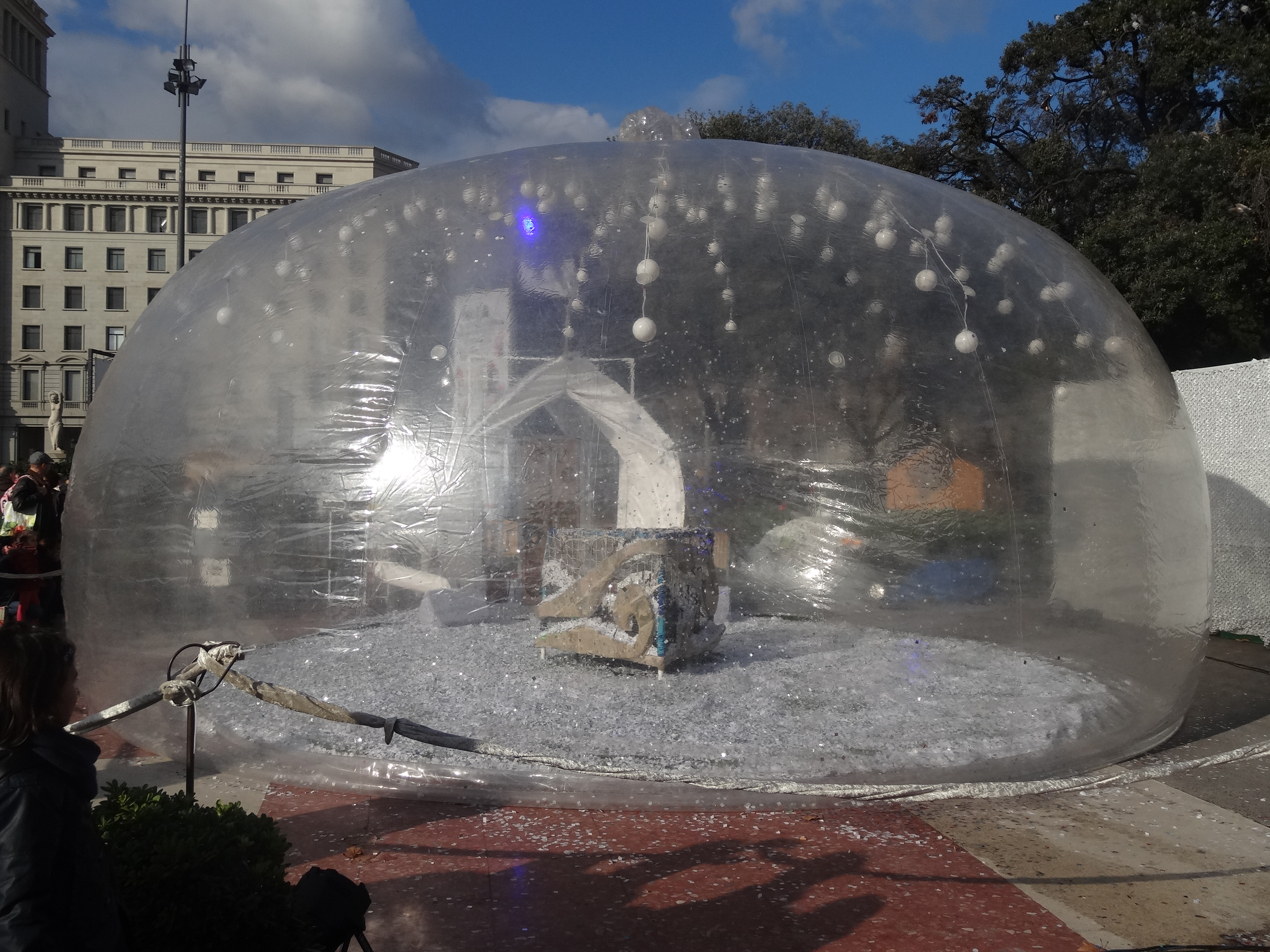
Bola de neu gegant a la Plaça Catalunya de Barcelona.

El 2005, moltes botigues dels Estats Units van començar a vendre boles de neu inflables com a part de la seva decoració de Nadal. Aquestes tenen una base amb un ventilador que remou l'aire a través d'un sistema de tubs de vinil transparent. La neu són escates de poliestirè i la resta de la bola, inclosos els personatges de l'interior, estan fets de tela acolorida de niló. Aquestes boles solen ser enormes i acostumen a estar il·luminades internament amb bombetes incandescents de llum nocturna, tancades en esferes de plàstic per evitar danys tèrmics a la tela.
Una variació és la bola tornado, on petits objectes d'escuma giren entorn d'un globus terraqüi. Aquest tipus de bola és més habitual a Halloween, on els ratpenats d'escuma o, de vegades, els fantasmes poden volar al voltant de les figures de Halloween. Pel que fa a la mida, es comercialitzen des de boles de grans dimensions fins a boles més petites d'entre 20 a 30 cm de diàmetre.